# Імперський шолом

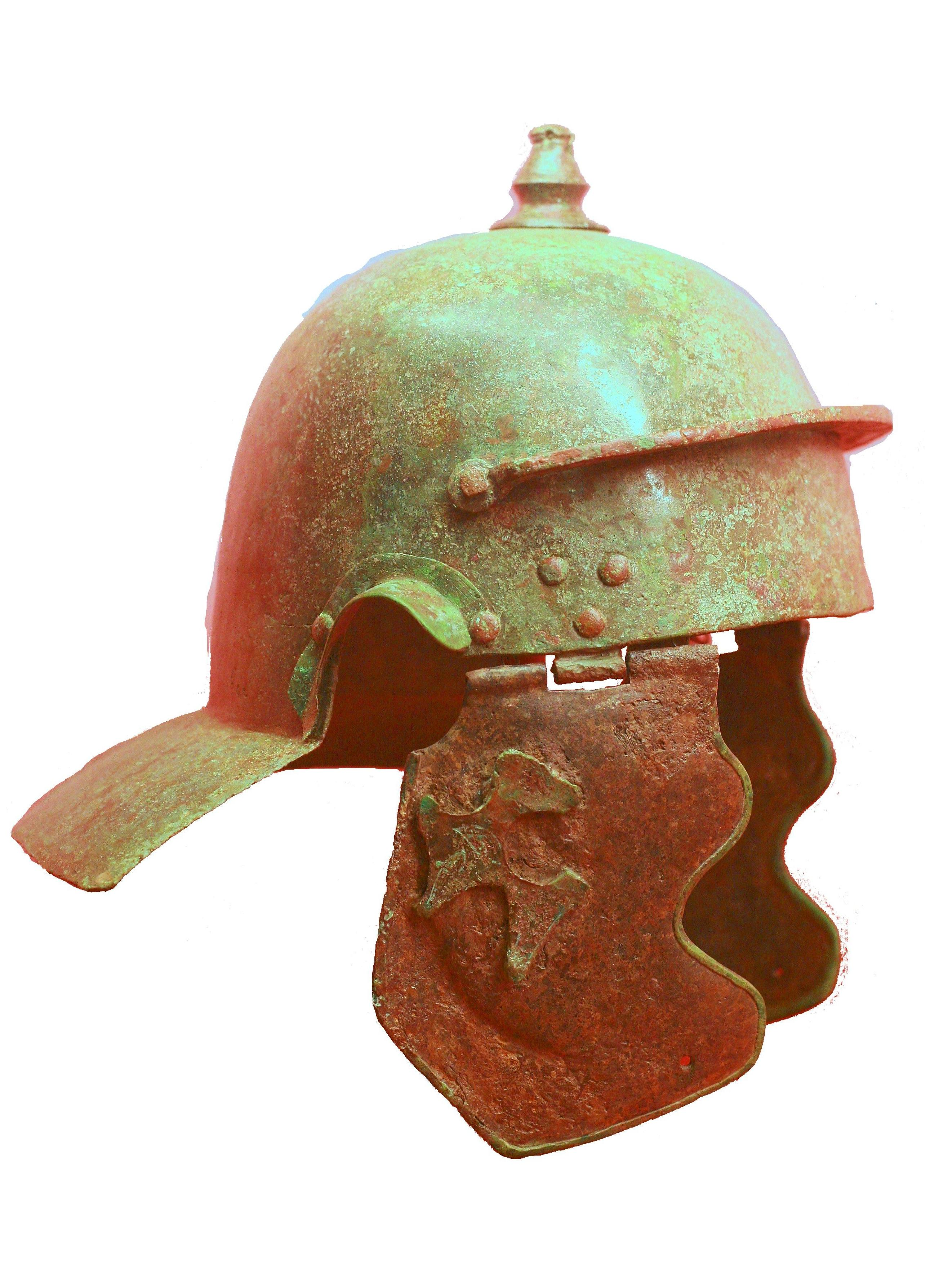
Імперський шолом. Музей Карнунта (Австрія)

Імперський шолом (англ. Imperial helmet, нім. Weisenau) — тип давньоримського бойового шолома, що уживався з кінця І ст. до н. е. до початку ІІІ ст. н. е. Замінив собою шолом типу Колю і був завершальним етапом еволюції давньоримських шоломів. Назва пов'язана з тим, що його уживання випадає на період розквіту Імперії (перші століття нашої ери).
У німецькомовній літературі відомий як Weisenau — за назвою району Майнца Вайзенау, де було знайдено багато екземплярів «Імперських шоломів» різних підтипів.

## Розвиток
Імперський шолом, так само як і його попередник, шолом Коолю веде своє походження від шоломів кельтів (галлів). Проте, він має кілька відмінностей: має добре розвинутий ребристий напотиличник, нащічні пластини, оздоби з міді та «шишку» зверху.
Після Дакійських воєн перед римлянами стала необхідність удосконалення обладунків, у тому числі й шоломів — раніші виявилися вразливими до дакійської зброї, зокрема бойового серпа фалькса. Для додаткового захисту Імперський шолом отримав зверху два посилювальних перехресних ребра.

## Класифікація
Термін «Imperial helmet» був запропонований британським зброєзнавцем Расселлом Робінсоном (1920—1978), який надалі поділив його на два типи: «Імперський галльський» (Imperial Gallic) і «Імперський італьський» (Imperial Italic). Робінсон вважав, що оскільки Імперський шолом має безсумнівно кельтське походження, то галльські шоломи були витвором майстрів Галлії, у той час як менш досконалі італьські — наслідуванням менш вправних зброярів з Римської метрополії (Апеннінського півострова) або інших місць Імперії. Протягом часу італьські шоломи дедалі менш відрізнялися від галльських.

## Галльський підтип

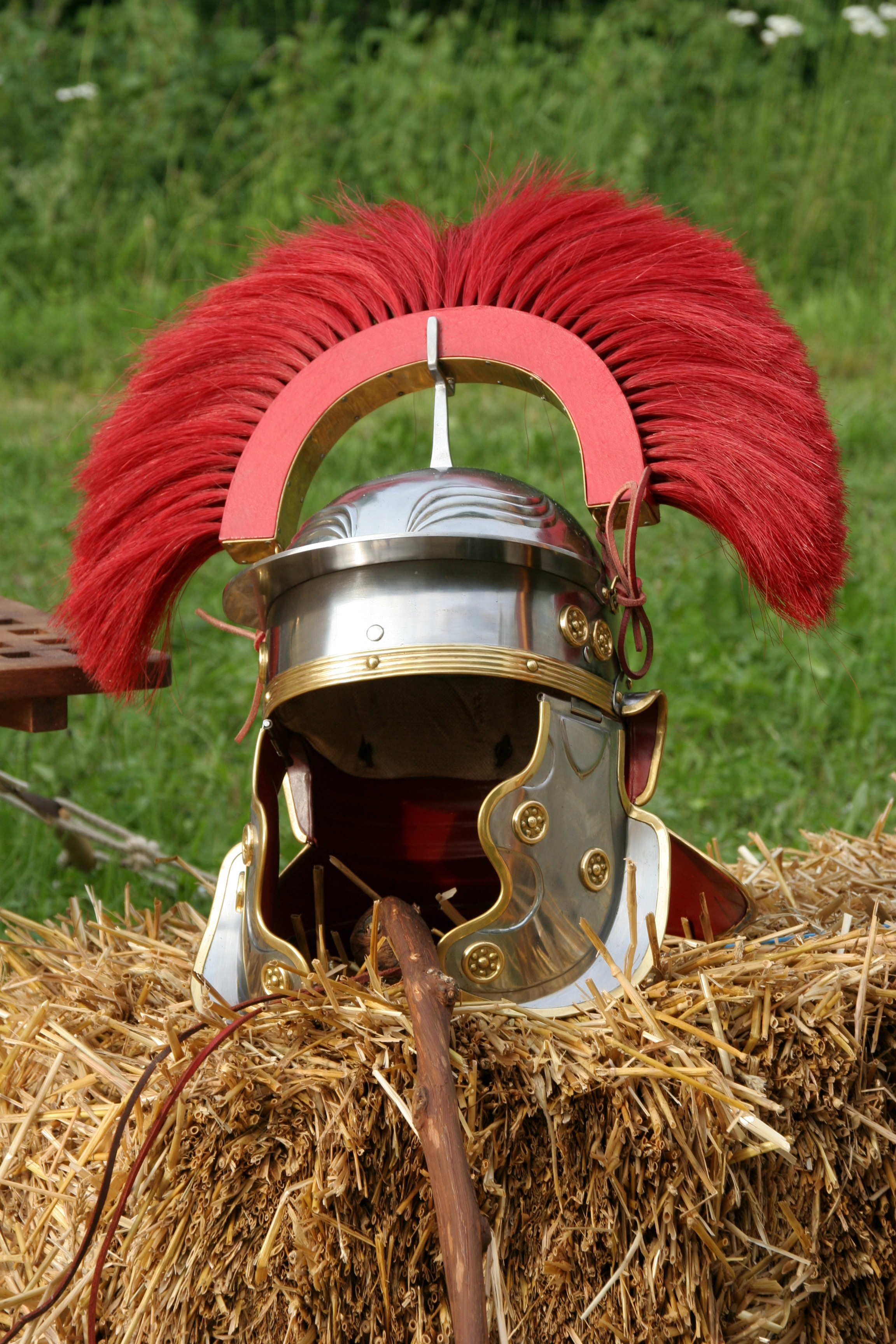
Сучасна реконструкція шолома центуріона — тип «Імперський Галльський». Видно характерні рельєфні «брови» і латунні «ґульки» по боках

### Галльський А
Від раніших типів відрізняється характерними фігурними виступами у лобовій частині, так званими «бровами». Цей елемент теж кельтського походження. Відоме лише два екземпляри цього типу: один зі зібрання нідерландського колекціонера Фрідріха Гутманна (Friedrich Gutmann), другий — з музею в Неймегені. Цей тип датується І ст. н. е.

### Галльський G
Цей підтип відносять до періоду середини І ст. н. е. — початку ІІ ст. Робінсон описує його як «типовий римський шолом середини І ст. н. е.» (хоча найтиповішим шоломом того часу слід визнати тип Колю), очевидно, він продовжував використовуватися аж до початку ІІ ст. Найліпше збережений екземпляр знайдено на Рейні, у Вайзенау — районі міста Майнц (експонується в музею Вормса). Фрагменти такого шолома знайдені також під час розкопок у сміттєвих ямах у Колчестері — їх датують періодом повстання Боудіки (61 р. н. е.).

### Галльський H
Аналогічний попередньому типу, але відрізняється формою «брів» і більш скошеною потиличною пластиною. Найбільш збережений екземпляр знайдено на річці Лех поблизу Аугсбурга. Характерна скошена задня пластина трапляється у шоломів аж до ІІ і ІІІ ст. н. е.

### Галльський I
Цей тип належить тому ж періоду, що «Галльський H», але матеріалом йому слугувало не залізо, а особливий мідяний сплав на зразок латуні (orichalcum). Один з екземплярів такого шолома був також знайдений на Рейні в Майнці. На ньому виявили напис: L. Lucretius Celeris. Legio I Adiutrix («Люцій Лукрецій Целеріс, Перший Допоміжний легіон»). Завдяки напису вдалося датувати знахідку: цей легіон дислокувався у Майнці у 71-86 р.р. н. е. Відоме три екземляри цього типу, всі вони мають сліди наявності кріплення шоломного гребеня, яке рідко трапляється на залізних шоломах. Це може вказувати на те, що латунні шоломи (на час поширення залізних) з тримачами гребенів були приналежністю командирів — здогадно, опціонів.

## Італьський підтип

### Італьський D і італьський E
Італьський підтип D мав позолочене оздоблення, хоча й був, як вважається, масовим шоломом. Окрім того, знайдений один нащічник аналогічного стилю, і повністю збережений шолом («Імперський італьський E»), що очевидно, мав оздоблення схожого стилю, хоча більшу частину прикрас зняли, коли шолом став непотрібний. У сучасних роботах цей шолом часто описують як «центуріонівський», незважаючи на те, що гаки-тримачі гребеня розташовані так, як мали бути на шоломі простого солдата — попереду і позаду (гребінь солдатського шолома кріпився поздовжньо, центуріонівського — поперечно). З огляду на багатий декор навіть іноді стверджують, що цей шолом міг бути частиною екіпірування спеціальних підрозділів, таких як преторіанці. Найімовірніше за все, «Імперський італьський E» був зразком одиничного виробництва, зробленим на замовлення тих солдатів, які бажали мати більш ефектні головні убори. Тому цей тип має суцільні латунні перехресні ребра зверху, що забезпечують подвійне посилення захисту у вразливому місці на маківці. Заманливо припустити, що відмінне виконання шолома з погляду протидії дакійському фальксу надалі вплинуло на рішення піддати аналогічній переробці всі шоломи на дакійському театрі бойових дій.

### Італьський G

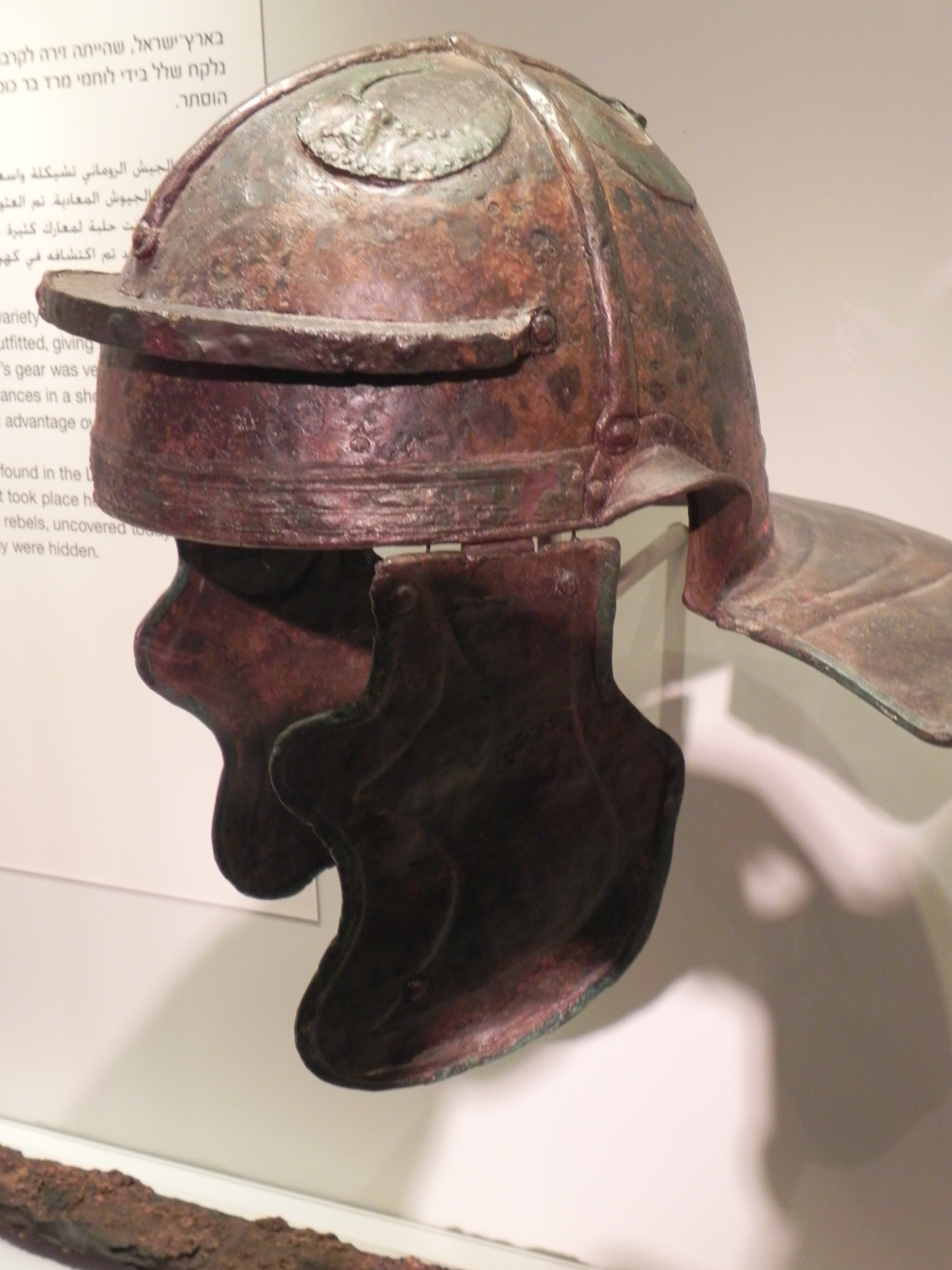
Шолом з Хеврона («Імперський італьський G»). Музей Ізраїлю, Єрусалим

Екземпляр цього підтипу знайдений у Хевроні (Ізраїль) і належить, ймовірне, трофеям юдейських повстанців часів повстання Бар-Кохби. Це перший шолом, у якого посилювальні «постдакійські» ребра були питомою частиною конструкції.

### Італьський H
Шолом цього підтипу знайдений у Нідермермтері — районі німецького міста Калькар, за що його ще зовуть «нідермермтерським» (Niedermörmter helmet). Його відносять періоду династії Антонінів або Северів — 180—235 р.р. Має посилювальні ребра, які зроблені одним цілим з шоломом (а не прикріплені, як на інших типах). У місці перетину ребер присутня шишочка.